# ADCC Submission Fighting World Championships 2007
VII Mistrzostwa Świata ADCC – siódma edycja największego turnieju submission fightingu na świecie, która odbyła się w dniach 5–6 maja 2007 roku w Trenton w New Jersey.

## Wyniki

### Mężczyźni
| Kategoria:  | Złoto:                  | Srebro:                | Brąz:                |
| 66 kg       | Rani Yahya              | Leonardo Vieira        | Baret Yoshida        |
| 77 kg       | Marcelo Garcia          | Pablo Popovitch        | André Galvão         |
| 88 kg       | Demian Maia             | Flavio Almeida         | Tarsis Humphreys     |
| 99 kg       | Alexandre Ribeiro       | Braulio Estima         | Robert Drysdale      |
| ponad 99 kg | Fabricio Werdum         | Rolles Gracie          | Márcio Cruz          |
| Absolute    | Robert Drysdale (99 kg) | Marcelo Garcia (77 kg) | André Galvão (77 kg) |

### Kobiety
| Kategoria:  | Złoto:                  | Srebro:                      | Brąz:               |
| 55 kg       | Sayaka Shioda           | Felicia Oh                   | Megumi Fujii        |
| 60 kg       | Kyra Gracie             | Tara LaRosa                  | Takayo Hashi        |
| 67 kg       | Hannette Staack         | Kelly Paul                   | Marloes Coenen      |
| ponad 67 kg | Penny Thomas            | Lena Stefanac                | Rosângela Conceição |
| Absolute    | Hannette Staack (67 kg) | Rosângela Conceição (+67 kg) | Kelly Paul (67 kg)  |

### „Super walka”
- Roger Gracie vs  Jon Olav Einemo – zwycięstwo Gracie na punkty (5-0)